# Sydöstasiatiska språkförbundet
Sydöstasiatiska språkförbundet eller Sydöstasiatiska sprachbundet är ett så kallat språkförbund i sydostasien eller bortre Indien. Flera språk tillhör i denna region flera olika grupper, men har förliknats genom liknande struktur i grammatik etc.